# إدوين بويد جونسون
إدوين بويد جونسون (بالإنجليزية: Edwin Boyd Johnson)‏ (و. 1904 – 1968 م) هو رسام من الولايات المتحدة الأمريكية.